# إريك بروسبيرين
إريك بروسبيرين (بالسويدية: Eric Prosperin)‏ عالم فلك سويدي (25 ولد في تموز/يوليه 1739 وتوفي في 4 نيسان/أبريل 1803)
كان محاضراً في الرياضيات والفيزياء في جامعة أوبسالا في عام 1767، أستاذ رصد لعلم الفلك في 1773 إلى عام 1796، وأستاذ في علم الفلك في 1797 إلى 1798. كما كان عضوا في الأكاديمية الملكية السويدية للعلوم في ستوكهولم منذ عام 1771، وعضو في الجمعية الملكية للعلوم في أوبسالا في عام 1774 (الأمين من 1786 فصاعدا).
وكان بروسبيرين شهير في حساب مدارات: المذنبات والكواكب والأقمار . أنه يحسب مدار الكوكب الجديد أورانوس (اكتشفت في 1781) كما وضع اقتراح لتسمية أورانوس منها نبتون وأسترا سيبيلي . كما كان من أوائل من حسب مدار سيريس

وقد حسب مدار 84 مذنب وقد عين الكويكب بروسبيرين 7292 على اسمه تكريماً له